# Marila micrantha
Marila micrantha är en tvåhjärtbladig växtart som beskrevs av José Cuatrecasas. Marila micrantha ingår i släktet Marila och familjen Calophyllaceae. Inga underarter finns listade i Catalogue of Life.